# Rubies of Eventide
Rubies of Eventide (RoE or Rubies) is een gratis massively multiplayer online role-playing game (MMORPG). Het spel speelt zich af in middeleeuwse fantasiewereld Vormis. Alle spelers lopen rond in deze 3D-wereld.
De speler wordt door de baron van Kaj Blood gevraagd om hem te helpen bij het beschermen van zijn stad in Vormis. Kaj Blood wordt namelijk belaagd door kwade wezens en er zijn als steden door deze wezens volledig verwoest.

## Overzicht

### Achtergrond
CyberWarrior, Inc. lanceerde Rubies of Eventide op 2 juni 2003. Toen moest men nog voor het spel betalen. Omdat er maar weinig spelers waren die voor het spel wilden betalen, zeiden ze dat ze al in december 2003 zouden stoppen. 
Het spel werd echter overgenomen door Mnemosyne, LLC. in 2004. Spelers mogen gratis het spel downloaden en een account aanmaken. Betalende spelers krijgen wel voorrang op gratis spelers om in te loggen als de server vol zou zitten (wat niet zo veel gebeurt). Het spel is in augustus 2009 offline gegaan. Er zijn tot nu toe nog geen plannen voor een relaunch.

## Figuren

### Rassen
Er zijn 7 rassen waarmee men kan spelen. Dit zijn de dwergen, mensen, elven, orcs, gnomen, ogres en leshys.
Elk ras heeft zijn eigen sterkten en zwakten.

### Klassen
Dit spel heeft heel veel verschillende klassen. Dit zorgt ervoor dat men veel kanten op kan met zijn personage: men kan alles combineren. Later kan men de klasse van zijn personage niet meer veranderen.

### Vaardigheden
Er zijn heel veel vaardigheden in dit spel. Men kan altijd alles leren, maar naargelang welk ras en welke klasse men heeft gekozen zal men moeilijker trainen.